# 劉德敏 (1921年)
劉德敏（1921年7月1日—2022年1月25日），原名劉德明，江蘇武進人，中華民國空軍中將。

## 生平
畢業於空軍軍官學校第14期及美国空军军官学校轰炸科。历任飞行员、分队长、中队长。1959年任空军第六大队副大队长。1960年11月，入空军指挥参谋大学深造。1962年，任第五联队督察室主任。1963年，任第六大队大队长。1965年，任第五联队参谋长。1968年，任第三联队副联队长。1971年升任空军少将联队长。1979年，出任中华民国国防部政治作战部主任。退役后，出任交通部民用航空局局长。
1986年5月，王錫爵劫機飛往中國大陸，劉於同年7月8日辞职。1994年，擔任中華航空董事長任內發生名古屋空難，因此遭撤換。